# 天使のジェラシー〜MAGIC Best Collection
『天使のジェラシー〜MAGIC Best Collection』（てんし - マジック・ベスト・コレクション）は、MAGIC1枚目のベスト・アルバム。1993年6月9日にメルダックから発売。

## 内容
最大のヒット作となった先行シングル「天使のジェラシー」のアルバム・バージョンを収録した初のベスト・アルバム。

## 収録曲
1. take one（Instrumental）（1：24）[1]
作曲：山口憲一
編曲：MAGIC
2. 東京バーニング・タウン（2：54）[1]
作詞：船橋孝樹
作曲：山口憲一・久米浩司・魚海洋司
編曲：魚海洋司・MAGIC
3. ランブル・フィッシュ（3：12）[1]
作詞：船橋孝樹
作曲：久米浩司・魚海洋司
編曲：魚海洋司・MAGIC
4. さらば青春の光（single ver.）（3：41）[1]
作詞：すぎやまこうたろう
作曲：山口憲一
編曲：魚海洋司・MAGIC
5. クルージングナイト'93（4：25）[1]
作詞：上澤津孝
作曲：久米浩司
編曲：MAGIC
既発楽曲のニューバージョン
6. Nighteens' Days（3：17）[1]
作詞：船橋孝樹
作曲：NOBODY
編曲：魚海洋司
7. Still…（4：06）[1]
作詞：上澤津孝
作曲：山口憲一
編曲：MAGIC
8. セカンド・チャンス（3：23）[1]
作詞：上澤津孝
作曲：山口憲一
編曲：MAGIC
9. GOLDEN SUMMER（3：08）[1]
作詞：船橋孝樹
作曲：久米浩司・魚海洋司
編曲：魚海洋司・MAGIC
10. HIGHWAY BUS（5：00）[1]
作詞：上澤津孝
作曲：山口憲一
編曲：MAGIC
11. STREET ANGEL（4：00）[1]
作詞：上澤津孝
作曲：久米浩司
編曲：MAGIC
12. 泥まみれのSpeed Star（3：21）[1]
作詞：上澤津孝
作曲：山口憲一・久米浩司
編曲：MAGIC
13. 天使のジェラシー（album ver.）（4：00）[1]
作詞：船橋孝樹
作曲：久米浩司・魚海洋司
編曲：魚海洋司・MAGIC